# Reginald von Ravenhorst
Reginald von Ravenhorst, powszechnie BJ (ur. 1 czerwca 1991 w Ingolstadt, zm. 2003 w Niemczech) – owczarek niemiecki odgrywający rolę Rexa w austriackim serialu Komisarz Rex.
Urodził się 1 czerwca 1991 w Ingolstadt. Formalnie nazywał się Reginald von Ravenhorst, a potocznie był nazywany BJ.
Był pierwszym psem odgrywającym rolę Rexa w serialu Komisarz Rex, w latach produkcji 1993-1999 (serial emitowano od 1994). Jego postać wymyślił twórca serialu Peter Hajek. Przeszedł na emeryturę mając około 9 lat (mimo że psy odgrywające role w filmach z reguły kończą taką pracę w wieku 7 lat). Po odejściu w stan spoczynku pojawiał się jeszcze na planie zdjęciowym serialu, gdy jego rolę przejął już inny pies. Odszedł w 2003.